# Catheys Valley (Kalifornija)
Catheys Valley je naseljeno područje za statističke svrhe u američkoj saveznoj državi Kalifornija. Prema popisu stanovništva iz 2010. u njemu je živjelo 825 stanovnika.